# Mycélium

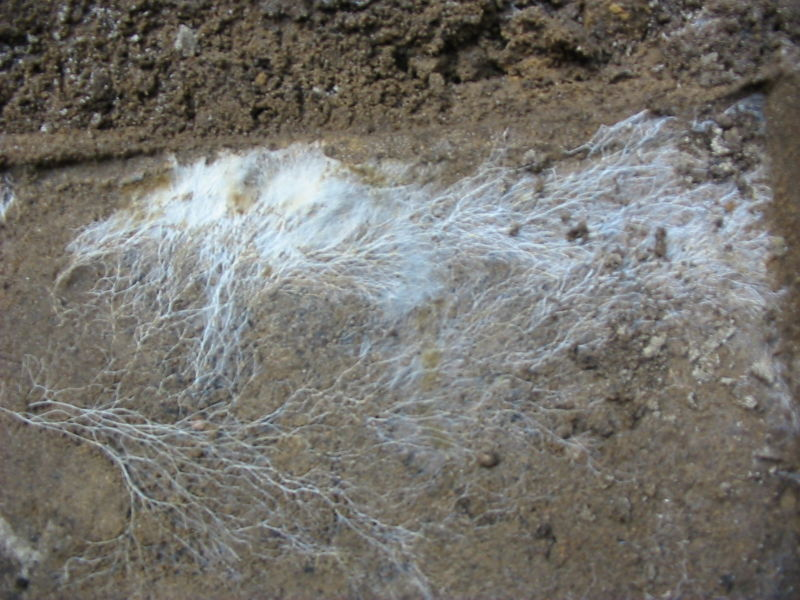
Une couche de 20 cm de terre est constitué en moyenne d'une fraction minérale (90 % au minimum de la masse du sol) et d'une fraction organique (10 % maximum). Parmi cette fraction organique, le mycélium fongique représente 60 % de la biomasse microbienne totale du sol (soit une moyenne sur terre de 3500 kg/ha, ce qui correspond au poids de 40 cerfs par hectare ou de 3 kg/m2). Rapporté à 1 m2 de sol, la surface cumulée de toutes les hyphes du mycélium des microchampignons peut dépasser 100 m2.

Le mycélium, appelé dans le langage courant blanc de champignon (référence à la couleur du feutrage que l'on observe par exemple dans la litière forestière), est l'appareil végétatif des champignons ou de certaines bactéries filamenteuses comme les Actinomycètes (Streptomyces, Mycobacterium...). Généralement peu visible, il est composé d'un ensemble de filaments, plus ou moins ramifiés, appelés hyphes, que l'on trouve dans le sol ou le substrat nutritif. Ces hyphes sont formés de cellules très allongées et cloisonnées, à la différence de ceux dans le pseudomycélium sans cloisons vraies (structure coenocytique (en) constituée de filaments formant des siphons contenant une masse cytoplasmique dans laquelle sont dispersés les noyaux).
Le mycélium végétatif souterrain donne un mycélium reproducteur généralement aérien, appelé sporophore, chargé de la production et de la maturation des spores issues d'une reproduction sexuée ou asexuée. Ce qu'on appelle couramment champignon n'est en fait que ce sporophore, appareil reproducteur formé par le mycélium fertile.

## Étymologie
Le terme mycélium vient du grec ancien μύκης / múkês, « champignon »), de la consonne « l » épenthétique et du suffixe nominal « -ium ».

## Description

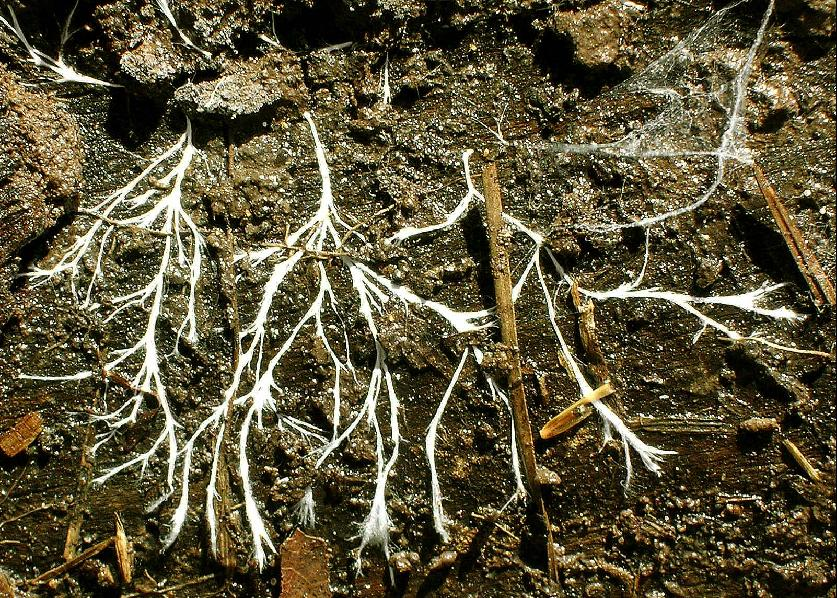
Au contact de son substrat, le cortex des rhizomorphes disparaît et se résout en une palmette d'hyphes diffus, appliquée contre la surface.

Les champignons multicellulaires peuvent être observés sous forme de mycélium végétatif dit « aérien » comme la sclérote, mais surtout sous forme de mycélium souterrain constitué de la réunion d'hyphes (cordons mycéliens lâches dont les ramifications permettent d'explorer une grande surface de litière ou de bois mort, ou organisés en rhizomorphe correspondant à une forme d'exploitation unidirectionnelle de ressources discontinues en optimisant l'allocation de la biomasse selon la capacité d'exploration du sol) ou d'hyphes individuels (mycélium diffus — telle la partie extra-racinaire des mycorhizes ou les ronds de sorcières — formant un réseau qui réalise une exploration à courte et moyenne distance),. Il peut ainsi recouvrir plusieurs mètres carrés (exceptionnellement plusieurs hectares) et représenter jusqu'à 99 % du poids de l'organisme.

## Fonctions

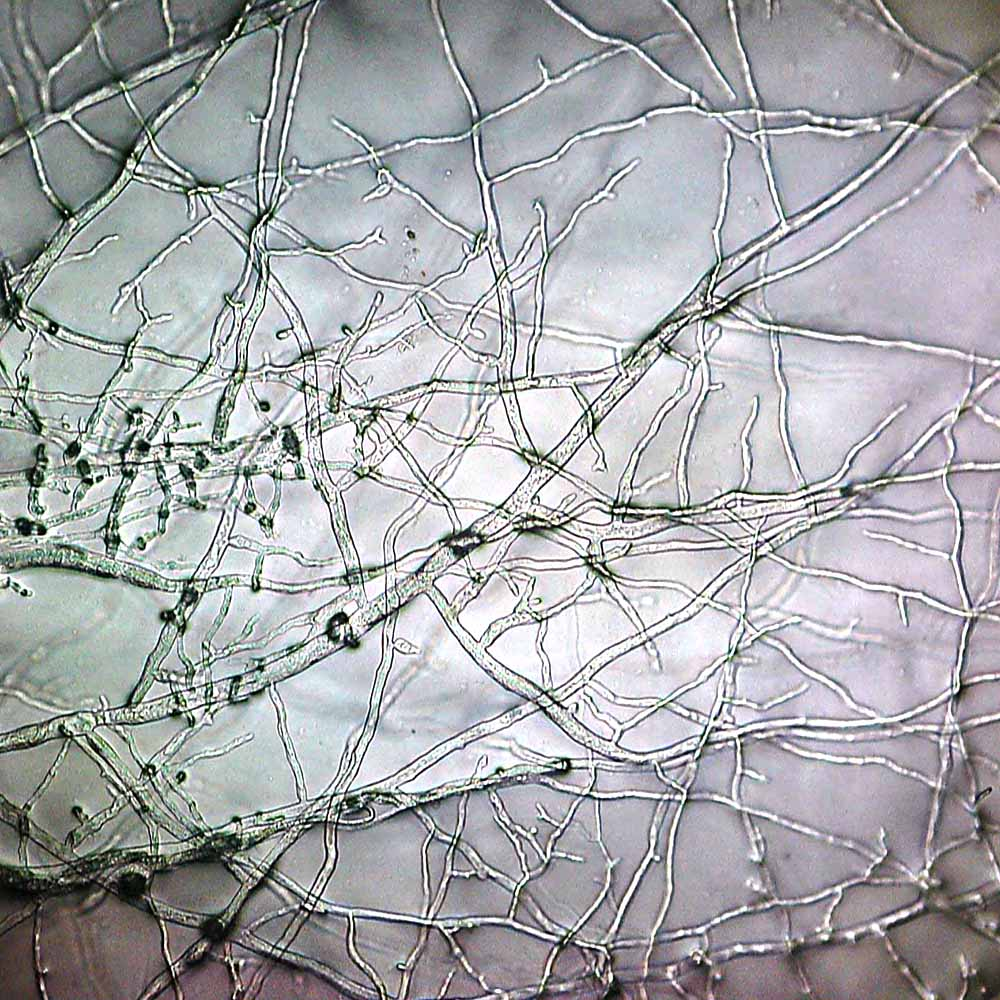
Vue au microscope des hyphes du mycélium.

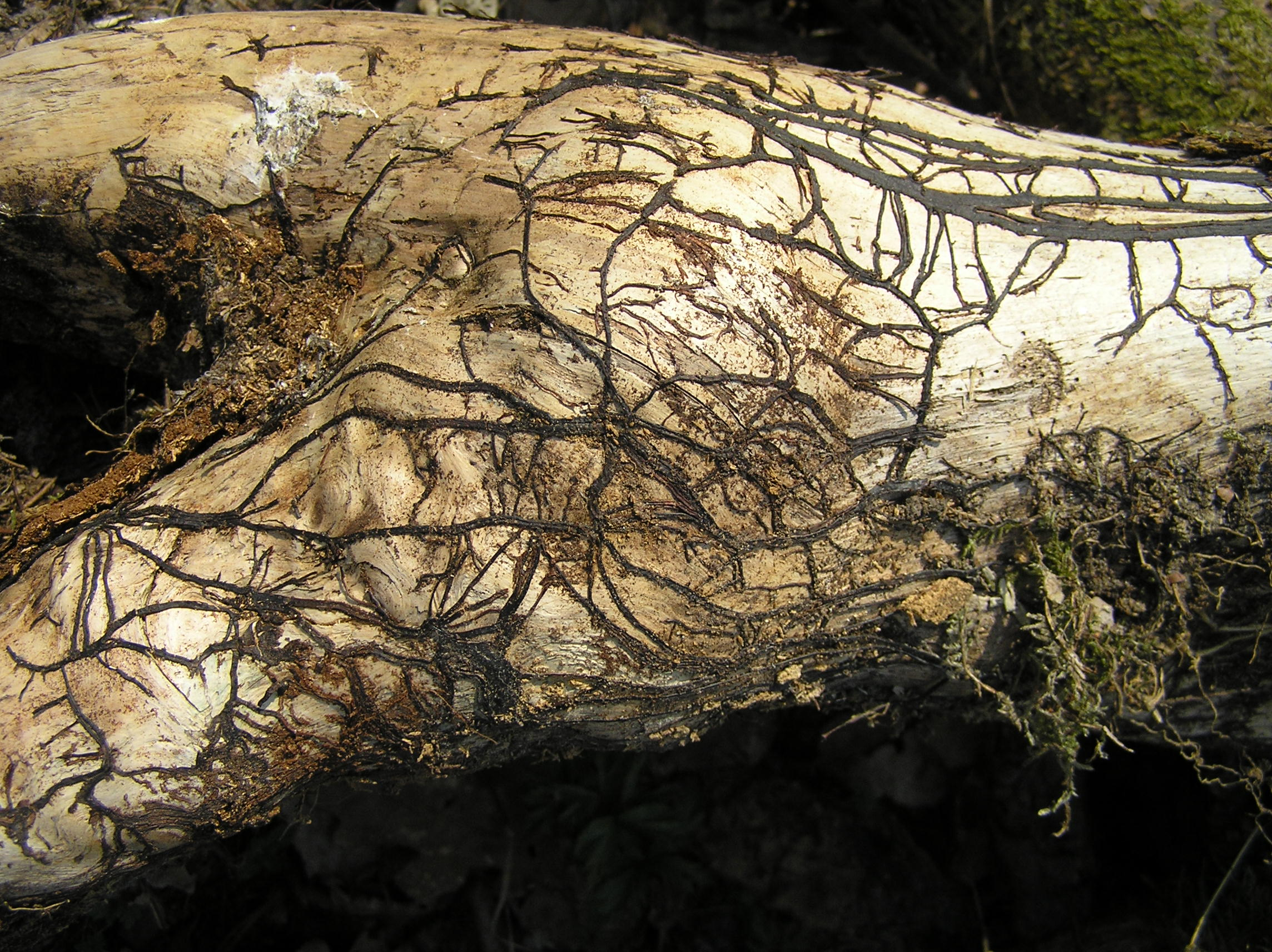
Vue à l'œil nu de rhizomorphes de l'Armillaire couleur de miel, constitués d'hyphes différenciés entourés d'un cortex externe mélanisé.

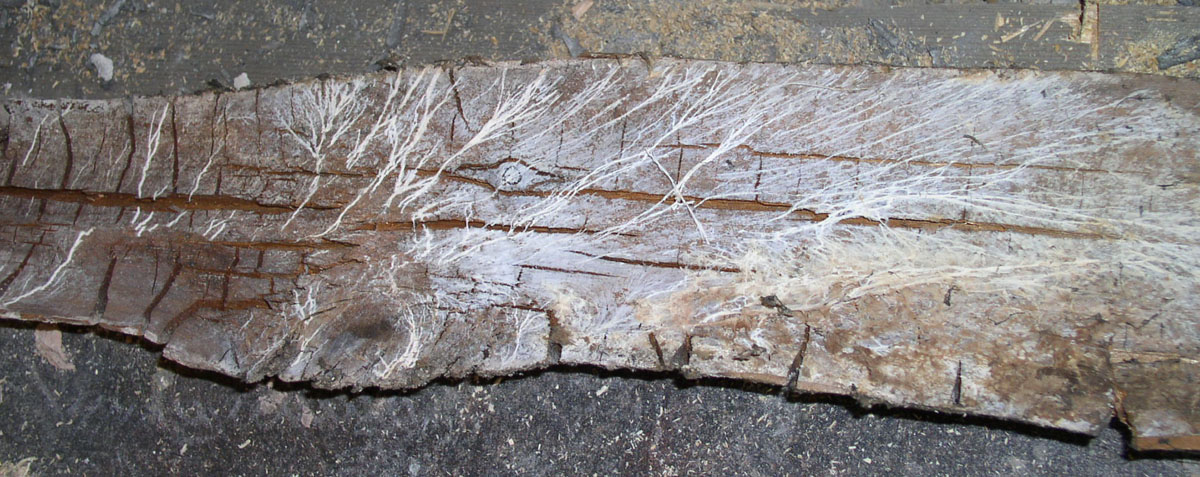
Mycélium d'un champignon de la famille Fomitopsidaceae se développant sur une planche de bois.

Le mycélium assure plusieurs grandes fonctions biologiques : exploration, nutrition, croissance, défense…
- exploration en augmentant considérablement la surface de contact entre le réseau mycélien et son substrat nutritif
- sécrétion : il sécrète des enzymes extracellulaires (de type hydrolases) puissantes lui permettant de décomposer la matière organique la plus résistante (par exemple, le bois) en brisant les polymères en monomères. Cette digestion externe explique que certains scientifiques décrivent les hyphes comme un tube digestif à l'envers[10].
- absorption : le mycélium absorbe les éléments carbonés nécessaires à la survie de ses cellules par diffusion facilitée et transport actif. Il assure la nutrition et la croissance par absorbotrophie.
- via la mycorhization, il joue aussi un rôle vital dans plusieurs écosystèmes en contribuant à augmenter l’efficacité de l’absorption de l’eau et des nutriments de nombreuses plantes (rôle des mycorhizes dans la nutrition hydrominérale). L'augmentation de la surface d'exploration des racines grâce aux hyphes extra-radiculaires des champignons. Par provocation, il est tentant de dire que « les plantes, dans leur état naturel, ont des mycorhizes plutôt que des racines[11] ».

En contribuant à la décomposition de la nécromasse (animale, végétale, fongique), il améliore la partie organique du sol et joue un rôle majeur dans le cycle du carbone, relâchant une partie du carbone en dioxyde de carbone dans l’atmosphère où les plantes peuvent s'en nourrir, mais aussi en contribuant au puits de carbone qu'est le sol.
Il participe également à la bio-protection contre le développement d’agents pathogènes, à la stabilisation mécanique des sols (amélioration et préservation de leur structure notamment par l'excrétion de glomaline, protection contre l'érosion), à leur diversification microbienne.
Les champignons micro-coloniaux, constitués de pseudo-mycéliums produisant des hyphes mélanisés, se retrouvent fréquemment sur des surfaces rocheuses en milieux désertiques et pseudo-désertiques (champignons saxicoles des déserts chauds ou froids), roches dont ils tirent leur alimentation. La mélanisation a un rôle protecteur contre différents stress abiotiques (rayonnement solaire, cycles humectation/dessiccation). Les pseudo-mycéliums de ces colonies altèrent les roches par les processus de biométéorisation et de pédogenèse, modifiant la structure du sol (en) et la composition des communautés microbiennes.

## Biologie
Chez les champignons, la germination d'une spore donne naissance à un filament mycélien haploïde (n chromosomes) appelé mycélium primaire. Mais ce dernier reste stérile. Il lui faut rencontrer un autre filament primaire porteur d'un sexe opposé. Cette rencontre donnera un mycélium secondaire fertile porteur de cellules à deux noyaux (2n chromosomes). Les filaments mycéliens se ramifient et divergent dans toutes les directions. Dans des conditions idéales, le mycélium forme alors un disque à la surface du substrat.
Chez les bactéries, sur un support solide, la germination d'une spore conduit à la formation d'un mycélium primaire qui s'étend à la surface du substrat pour y exploiter les ressources nutritionnelles. De ce mycélium végétatif, émergent des hyphes aériens formant le mycélium secondaire qui couvre les colonies de surface et sporulant (reproduction asexuée), ce qui lui confère un aspect fongique. Le mycélium primaire lyse, libérant des nutriments recyclés pour la croissance de ces hyphes.
Lorsqu'un mycélium a accumulé suffisamment de réserves et que se produit un choc thermohydrique, un primordium se développe jusqu'à former un sporophore (partie visible du champignon résultant de la fusion de filaments du mycélium) qui donnera à son tour naissance à des spores.

### Longévité
La durée de vie d'un sporophore est courte : de quelques heures à quelques mois pour les polypores. Le plus souvent, il persiste quelques jours. Par contre, la durée de vie du mycélium est bien plus longue. Après sa « fructification », il continue de végéter jusqu'à ce qu'il ait épuisé toutes les ressources du substrat. À partir d'un point central (la germination d'une spore par exemple), les filaments mycéliens divergent, se ramifient et donnent naissance à un organisme dont le front de croissance est circulaire, en raison de la vitesse de croissance pratiquement identique des différentes filaments. Avec le temps, la zone centrale se vide peu à peu de son contenu : le disque se transforme en anneau. Il est alors capable de se déplacer jusqu'à 40 cm par an avec une croissance centrifuge à condition qu'il ne rencontre pas d'obstacle et dispose d'un bon substrat.
Lorsque le champignon se reproduit, les sporophytes qu'il émet à la suite de ce déplacement seront eux aussi rangés en anneau, les fameux ronds de sorcières (pas toujours très ronds). Ce phénomène discret en forêt se voit bien dans les prés.
Les sécrétions du mycélium enrichissent le sol en azote et l'herbe paraît alors plus verte aux endroits matérialisés par le rond de sorcières.
En conditions défavorables (froid, sécheresse), un mycélium peut se mettre au repos plusieurs mois ou plusieurs années avant de donner un sporophore et/ou de reprendre sa croissance.

### Réseaux mycorhiziens
Les mycéliums, qui couvrent parfois plusieurs mètres carrés, sont connectés à différentes plantes via des réseaux mycorhiziens souterrains. Les mycéliums reçoivent 20 % à 40 % des sucres (appelés photosynthétats) produits par les plantes. Ces réseaux mycorhiziens favorisent les transferts multidirectionnels de nutriments (notamment de carbone) entre différents végétaux (n'appartenant pas forcément à la même espèce), notamment de la part de celui qui est en condition favorable (lumière, milieu nutritif) et qui encourage la croissance de celui en condition défavorable. Ce lien souterrain entre espèces différentes serait vital pour les plantes[réf. souhaitée]. Seules les plantes pionnières, comme les mélèzes ou les aulnes, ont des champignons strictement spécifiques, la majorité développant des réseaux interspécifiques. Depuis les travaux pionniers de Suzanne Simard, les recherches montrent que les réseaux mycéliens jouent un rôle essentiel dans le fonctionnement et la structuration des communautés végétales.
Cette communication végétale a conduit des biologistes à développer par analogie le concept de « wood-wide web » (littéralement « réseau à l'échelle de la forêt », abrégé par les spécialistes en www). Par provocation, certains (tel l'écologue Suzanne Simard ou le mycologue Paul Stamets) assimilent ce réseau mycélien à l'« Internet végétal » de la Terre ou au « web souterrain » de la nature, considérant que la communication racinaire via les mycéliums fait partie de ce qu'ils appellent l'« intelligence fongique ». Bien que cette vision anthropomorphisante des champignons soit très controversée au sein de la communauté des biologistes, les études sur la communication fongique constituent un axe prometteur de la recherche scientifique au XXIe siècle.

## Propriétés et caractéristiques
Le mycélium possède un grand pouvoir de pénétration et de dissémination dans le substrat. L'extension du réseau mycélien, favorisée par le faible diamètre des hyphes (de 5 à 10 μm chez la plupart des espèces), permet d'assurer une surface maximale de contact entre le champignon et le milieu dont il tire sa subsistance. Ainsi, chez l'arbre, cet ensemble d'hyphes augmente d'un facteur mille la capacité racinaire. Cette maximisation de la surface explique qu'un mycélium peut retenir 3 000 fois son poids et que le pied humain recouvre en moyenne 400 km de mycélium.
Dix centimètres cubes d'un sol fertile et très riche en matières organiques peuvent contenir jusqu'à 1 km de filaments mycéliens d'un diamètre moyen de 10 micromètres, ce qui correspond à 200 m de mycélium par gramme de sol. Sa vitesse de croissance peut atteindre plusieurs centimètres par jour dans des conditions optimales (humidité, température, milieu nutritif). Sa croissance s'effectue toujours en longueur, et non en épaisseur, afin d'augmenter sa capacité d'absorption.
Les champignons mycorhiziens sont très abondants dans certains sols, où leur mycélium représente en moyenne 60 % de la biomasse microbienne totale du sol (%age hors racines) et jusqu'à 30 % de la biomasse racinaire
En 2000, en Oregon, un mycélium d'Armillari ostoyae, un champignon géant, mesurant 5,5 km de diamètre et s'étendant sur une superficie de 890 hectares en forêt a été découvert. Le champignon était vieux de plus de 2 400 ans.

## Utilisations
La principale utilisation du mycélium est la culture de champignons.
Des sociétés privées dans le monde entier développent la production et la vente d'inoculants mycorhiziens destinés à un usage agricole (biofertilisant, biostimulant) mais aussi écologique (revégétalisation des sols érodés, phytoremédiation).